# 22 november
22 november är den 326:e dagen på året i den gregorianska kalendern (327:e under skottår). Det återstår 39 dagar av året.

## Återkommande bemärkelsedagar

### Nationaldagar
- Libanons nationaldag

## Namnsdagar

### I den svenska almanackan
- Nuvarande – Cecilia och Sissela
- Föregående i bokstavsordning
  - Cecilia – Namnet har funnits på dagens datum sedan gammalt och har inte flyttats. Det finns där till minne av en högättad romersk jungfru, som övergick till kristendomen och enligt traditionen led martyrdöden.
  - Cilla – Namnet infördes på dagens datum 1986, men utgick 1993.
  - Cissi – Namnet infördes på dagens datum 1986, men utgick 1993.
  - Cornelia – Namnet fanns under 1600-talet på 31 mars och förekom på 1790-talet på 14 maj, men utgick sedan. 1986 infördes det på 16 september, men flyttades 1993 till 22 november och utgick 2001.
  - Sissela – Namnet infördes på dagens datum 2001.
- Föregående i kronologisk ordning
  - Före 1901 – Cecilia
  - 1901–1985 – Cecilia
  - 1986–1992 – Cecilia, Cilla och Cissi
  - 1993–2000 – Cecilia och Cornelia
  - Från 2001 – Cecilia och Sissela
- Källor
  - Brylla, Eva (red.). Namnlängdsboken. Gjøvik: Norstedts ordbok, 2000 ISBN 91-7227-204-X
  - af Klintberg, Bengt. Namnen i almanackan. Gjøvik: Norstedts ordbok, 2001 ISBN 91-7227-292-9
  - Encyclopædia Britannica, 300 Women who changed the world (2008), sidan läst 23 november 2008

### Finlandssvenska almanackan
- Nuvarande från 2020[1] – Cecilia, Silja
- I föregående revideringar[a][2]
  - 1929–1949 – Cecilia
  - 1950–1972 – Cecilia, Cilla
  - 1973–2019 – Cecilia

## Händelser
- 498 – Sedan Anastasius II har avlidit tre dagar tidigare väljs Symmachus till påve i Lateranen, medan Laurentius väljs till motpåve i Santa Maria Maggiore.[3]
- 1286 – Den danske kungen Erik Klipping blir mördad i Finderup av en grupp sammansvurna adelsmän. Erik efterträds dock omgående som kung av Danmark av sin son Erik Menved och redan nästa år är de sammansvurna infångade och avrättade.
- 1357 – En uppgörelse nås mellan den svenske kungen Magnus Eriksson och hans son Erik Magnusson i Stockholm i och med Novemberuppgörelsen. I och med denna tillfaller även Södermanland, Västmanland, Dalarna, större delen av Uppland samt Stockholms slott Erik.
- 1908 – Manastirkongressen etablerar det albanska alfabetet
- 1955 – Sovjetunionen genomför sin första vätebombsprovsprängning i Kazakstan.
- 1956
  - Imre Nagy fängslas och bortförs av sovjetiska trupper.
  - Olympiska sommarspelen 1956 invigs i Melbourne. Ridgrenarna har avgjorts i Stockholm 10-17 juni.
- 1963
  - USA:s president John F. Kennedy skjuts till döds när han färdas i en öppen bilkolonn längs Dealey Plaza i Dallas, Texas, USA.
  - The Beatles släpper LP:n With the Beatles.
- 1968 – The Beatles släpper LP:n The Beatles/The White Album.
- 1995 – Animerade långfilmen Toy Story från Pixar Animation Studios har världspremiär i USA.
- 2005 – Angela Merkel blir Tysklands första kvinnliga förbundskansler.
- 2010 – My Chemical Romances fjärde album "Danger Days: The True Lifes Of The Fabulous Killsjoys" släpps.

## Födda
- 1515 – Maria av Guise, drottning av Skottland 1538–1542 (gift med Jakob V).
- 1532 – Anna, dansk prinsessa.
- 1641 – Anthonie Heinsius, nederländsk statsman.
- 1727 – Ulrik Gustaf De la Gardie, svensk greve och landshövding i Västmanlands län.
- 1758 – Carl Birger Rutström, arkeolog, ledamot av Svenska Akademien.
- 1772 – Lars Hjortsberg, svensk skådespelare.
- 1778 – Carl Peter Hagberg, ledamot av Svenska Akademien.
- 1791 – John Winston Jones, amerikansk demokratisk politiker, talman i USA:s representanthus 1843–1845.
- 1808 – Thomas Cook, grundare av världens första resebyrå.
- 1812 – Johanne Luise Heiberg, dansk skådespelare.
- 1814 – Christian Friedrich von Leins, tysk arkitekt.
- 1837 – Franklin MacVeagh, amerikansk bankman och politiker, USA:s finansminister 1909–1913.
- 1844
  - Oscar Norén, svensk tidningsman och godsägare.
  - Paul Gerdt, rysk dansör och koreograf.
- 1849 – Fritz Mauthner, tysk författare.
- 1852 – Paul Henri d'Estournelles de Constant, fransk diplomat och politiker, mottagare av Nobels fredspris 1909.
- 1867 – Wilhelm Groener, tysk generalmajor och politiker.
- 1868 – John Nance Garner, amerikansk politiker, vicepresident 1933–1941.
- 1869 – André Gide, fransk författare och mottagare av Nobelpriset i litteratur 1947.
- 1878 – Karin Alexandersson, svensk skådespelare.
- 1890 – Charles de Gaulle, fransk general, ledare för de fria franska styrkorna 1940–1944, ordförande i Frankrikes provisoriska regering 1944–1946, Frankrikes president 1959–1969.
- 1891 – Bengt von Törne, finlandssvensk tonsättare, konstkännare och essäist.
- 1893
  - Harley Earl, amerikansk bildesigner.
  - Frederick H. Mueller, amerikansk republikansk politiker.
  - Eric Hallström, svensk konstnär.
- 1902 – Philippe Leclerc, fransk general och krigshjälte.
- 1904 – Louis Néel, fransk fysiker, mottagare av Nobelpriset i fysik 1970.
- 1911 – Albert Harris, polsk kompositör och schlagersångare.
- 1912 – Doris Duke, amerikansk arvtagare och filantrop.
- 1913 – Benjamin Britten, brittisk tonsättare.
- 1917 – Andrew Fielding Huxley, brittisk fysiolog, mottagare av Nobelpriset i fysiologi eller medicin 1963.
- 1918
  - Mikko Juva, finsk ärkebiskop 1978–1982.
  - Claiborne Pell, amerikansk demokratisk politiker, senator (Rhode Island) 1961–1997.
- 1921 – Rodney Dangerfield, amerikansk skådespelare och ståuppkomiker.
- 1923 – Ragnvi Lindbladh, svensk skådespelare.
- 1924 – Geraldine Page, amerikansk skådespelare.
- 1932 – Robert Vaughn, amerikansk skådespelare.
- 1934
  - Hugh Mitchell, australisk utövare av australisk fotboll.
  - Östen Warnerbring, svensk sångare.
- 1938 – Christina Lagerson, svensk TV-regissör.
- 1940 – Terry Gilliam, amerikanskfödd regissör, animatör, komiker. Medlem av den brittiska komikergruppen Monty Python.
- 1941 – Tom Conti, brittisk skådespelare.
- 1943 – Billie Jean King, amerikansk tennisspelare med 35 Grand Slam-titlar.
- 1950
  - Marie De Geer, svensk skådespelerska.
  - Paloma San Basilio, spansk sångerska och skådespelerska.
- 1953 – Marit Nicolaysen, norsk författare.
- 1955 – Mansour Muftah, qatarisk fotbollsspelare.
- 1957 – Clarence Öfwerman, svensk klaviaturist och producent.
- 1958 – Jamie Lee Curtis, amerikansk skådespelare.
- 1959 – Michalis Koutsogiannakis, svensk skådespelare.
- 1961 – Mariel Hemingway, amerikansk skådespelare.
- 1965 – Mads Mikkelsen, dansk skådespelare.
- 1967
  - Boris Becker, tysk tennisspelare.
  - Mark Ruffalo, amerikansk skådespelare.
- 1973 – Cassie Campbell, kanadensisk ishockeyspelare.
- 1976 – Ville Valo, finländsk musiker, sångare i HIM.
- 1977
  - Caroline Jönsson, svensk fotbollsspelare, målvakt. VM-silver 2003.
  - Annika Norlin, svensk popartist.
- 1984 – Scarlett Johansson, amerikansk skådespelare.
- 1986 – Oscar Pistorius, "Blade Runner", sydafrikansk friidrottare och dömd mördare.
- 1988 – Jamie Campbell Bower, brittisk skådespelare.

## Avlidna
- 365 – Felix II, motpåve sedan 355 och helgon.
- 1286 – Erik Klipping, kung av Danmark sedan 1259 (mördad i Finderup).
- 1651 – Giovanni Battista Soria, italiensk arkitekt.
- 1718 – Svartskägg, egentligen 'Edward Teach, engelsk pirat.
- 1774 – Robert Clive, brittisk officer. (Självmord).
- 1831 – Gabriel von Bonsdorff, finländsk läkare.
- 1875 – Henry Wilson, amerikansk politiker, vicepresident 1873–1875 under Ulysses S. Grants andra mandatperiod.
- 1890 – William Fletcher Sapp, amerikansk republikansk politiker, kongressledamot 1877–1881.
- 1900 – Harald Molander, svensk författare och teaterregissör.
- 1906 – Ernst Josephson, svensk konstnär och poet.
- 1907 – Asaph Hall, amerikansk astronom.
- 1916 – Jack London, amerikansk författare.
- 1918 – William D. Hoard, amerikansk republikansk politiker, guvernör i Wisconsin 1889–1891.
- 1947 – James J. Davis, walesisk-amerikansk politiker, senator (Pennsylvania) 1930–1945.
- 1950 – Elvin Ottoson, svensk sångare, skådespelare och regissör.
- 1959
  - Molla Mallory, norsk tennisspelare.
  - Erik Palmstierna, svensk utrikesminister 1920.
  - Gérard Philipe, skådespelare.
- 1960 – Gustav Fonandern, svensk arkitekt, sångare, textförfattare och skådespelare.
- 1962 – René Coty, fransk politiker, Frankrikes president 1954–1959.
- 1963
  - Aldous Huxley, brittisk författare.
  - John F. Kennedy, amerikansk politiker, USA:s president sedan 1961 (mördad).
  - C.S. Lewis, irländsk författare.
- 1977 – Luigi Traglia, italiensk kardinal.
- 1979 – Josef Oberhauser, tysk SS-officer, dömd krigsförbrytare.
- 1980
  - John William McCormack, amerikansk demokratisk politiker, talman i USA:s representanthus 1962–1971.
  - Mae West, amerikansk skådespelare.
- 1981 – Hans Krebs (biokemist), 81, brittisk-amerikansk biokemist, mottagare av Nobelpriset i fysiologi eller medicin 1953.
- 1984 – Olof Bergström, svensk regissör och skådespelare.
- 1987 – W. Haydon Burns, amerikansk demokratisk politiker, guvernör i Florida 1965–1967.
- 1996 – Ray Blanton, amerikansk demokratisk politiker.
- 1997 – Michael Hutchence, australisk sångare i INXS.
- 2000 – Emil Zátopek, tjeckoslovakisk friidrottare.
- 2001 – Rolf Kauka, tysk serietecknare.
- 2007 – Maurice Béjart, 80, fransk dansare och koreograf.
- 2008 – Ibrahim Nasir, 82, maldivisk före detta president.
- 2009
  - Thomas Brylla, 65, svensk deckarförfattare.
  - Billy Joe Daugherty, 57, amerikansk pastor.
- 2010 – Folke Asplund, 80, svensk skådespelare.
- 2011
  - Svetlana Allilujeva, 85, sovjetiskfödd amerikansk författare och avhoppare, dotter till Josef Stalin.
  - Lynn Margulis, 73, amerikansk biolog.
  - Danielle Mitterrand, 87, änka efter François Mitterrand och Frankrikes första dam 1981–1995.
- 2013 – Harriett Philipson, 88, svensk skådespelare.
- 2015 – Kim Young-sam, 87, sydkoreansk politiker, Sydkoreas president 1993–1998.
- 2017 – Dmitrij Chvorostovskij, 55, rysk operasångare.